# Hannah Schmidt
Hannah Schmidt (* 4. August 1994 in Ottawa) ist eine kanadische Freestyle-Skierin. Sie startet in der Disziplin Skicross.

## Werdegang
Schmidt nahm von 2009 bis 2018 als Skirennfahrerin vorwiegend an FIS-Rennen teil und belegte bei der Winter-Universiade 2017 in Almaty den 23. Platz im Slalom und den 18. Rang im Super G. Im Skicross startete sie im Februar 2018 im Calabogie Peaks erstmals im Nor-Am-Cup, wobei sie den 16. Platz errang. In der Saison 2018/19 wurde sie mit sechs Podestplatzierungen, darunter einen ersten Platz, Dritte in der Skicross-Wertung des Nor-Am-Cups. Zudem nahm sie in Blue Mountain erstmals am Freestyle-Skiing-Weltcup teil, wobei sie den 27. Platz errang. In der Saison 2020/21 belegte sie den 16. Platz im Skicross-Weltcup und bei den Weltmeisterschaften 2021 in Idre den zehnten Rang. In der folgenden Saison kam sie mit sieben Top-Zehn-Platzierungen auf den siebten Platz im Skicross-Weltcup und beim Saisonhöhepunkt, den Olympischen Winterspielen 2022 in Peking, auf den siebten Rang. Zudem siegte sie im April 2022 beim Nor-Am-Cup in Nakiska. In der Saison 2022/23 erreichte sie mit dem zweiten Platz in Val Thorens ihre erste Podestplatzierung im Weltcup und mit weiteren sieben Top-Zehn-Platzierungen den fünften Platz im Skicross-Weltcup. Bei den Weltmeisterschaften 2023 in Bakuriani fuhr sie auf den 19. Platz. Nach den Plätzen acht und fünf bei den ersten Weltcups der Saison 2023/24 in Val Thorens, holte sie in Arosa ihren ersten Weltcupsieg. Es folgten zwei dritte Plätze in Innichen sowie in St. Moritz und zwei weitere Siege in Nakiska.
Ihr jüngerer Bruder Jared Schmidt ist ebenfalls im Freestyle-Skiing aktiv. Ihre Cousine Madeline Schmidt nahm als Kanutin bei den Olympischen Sommerspielen 2020 in Tokio teil.

## Erfolge

### Olympische Spiele
- 2022 Peking: 7. Platz Skicross

### Weltmeisterschaften
- 2021 Idre: 10. Platz Skicross
- 2023 Bakuriani: 19. Platz Skicross

### Weltcupwertungen
| Saison  | Skicross | Skicross |
| Saison  | Platz    | Punkte   |
| ------- | -------- | -------- |
| 2018/19 | 38.      | 4        |
| 2020/21 | 16.      | 171      |
| 2021/22 | 7.       | 372      |
| 2022/23 | 5.       | 412      |

### Weltcupsiege
Schmidt errang im Weltcup bisher sechs Podestplätze, davon drei Siege:
| Datum             | Ort     | Land    |
| ----------------- | ------- | ------- |
| 12. Dezember 2023 | Arosa   | Schweiz |
| 20. Januar 2024   | Nakiska | Kanada  |
| 21. Januar 2024   | Nakiska | Kanada  |

### Nor-Am Cup
- Saison 2018/19: 3. Skicross-Wertung
- 9 Podestplätze im Nor-Am Cup, davon zwei Siege